# Elizabeth Wood-Ellem
Elizabeth Wood-Ellem (nata Olive Wood; Nukuʻalofa, 10 settembre 1930 – Melbourne, 8 settembre 2012) è stata una biografa, saggista e storica australiana, autrice di libri su Tonga e della biografia della regina Sālote Tupou III.

## Biografia
Elizabeth Olive Wood nacque a Nukuʻalofa, capitale delle Isole Tonga, dal ministro metodista e scrittore Alfred Harold Wood (1896-1989) e dalla dottoressa Olive O'Reilly, nata da una famiglia di medici. Ebbe tre fratelli: l'attrice Monica (1933-2010), il reverendo Harold D'Arcy (1936) e la missionaria Janet (1944). I suoi genitori, entrambi australiani, si trasferirono a Tonga in qualità di missionari e fu qui che suo padre divenne autore di libri sulla storia e geografia tongane.
Dopo un trasferimento con la famiglia a Sydney nel 1937, Elizabeth si trasferì a Melbourne, dove compì i suoi primi studi al Methodist Ladies' College. In seguito studiò all'Università di Melbourne dove si laureò in lingua inglese e in storia nel 1953 con un Bachelor of Arts. Nella stessa università conseguì anche un dottorato di ricerca in storia nel 1982.
Dopo la laurea ha lavorato alla Angus & Robertson di Sydney e, dal 1960 al 1972, come redattrice di libri e indicizzatrice freelance. A Cambridge lavorò come archivista al Churchill College e qui si occupò di smistare e catalogare le opere del romanziere E. M. Forster, dopo la sua morte avvenuta nel 1970. In seguito scrisse degli articoli sullo scrittore in The Times Literary Supplement e in Journal of Modern Literature.
Ha iniziato la sua attività di ricerca sulla storia di Tonga nel 1974, studiando, oltre che a Tonga, nelle città di Melbourne, Canberra, Auckland, Christchurch e Suva. Nei suoi studi si soffermò sulla vita della regina Sālote, pubblicando la sua opera più nota nel 1999, ovvero la biografia definitiva della sovrana intitolata Queen Sālote of Tonga: The Story of an Era 1900-1965. Inoltre la famiglia reale tongana fu oggetto del suo dottorato in storia del 1982.
Nel 2008, dal re George Tupou V, è stata insignita dell'Ordine della Corona di Tonga, in riconoscimento al suo operato di biografa. Per dodici anni è stata vicepresidente della Tongan History Association (ora Tonga Research Association), pubblicando nel frattempo su riviste accademiche in tutto il Pacifico.
È stata ricercatrice di storia all'Università di Melbourne fino alla sua morte, avvenuta l'8 settembre 2012 all'età di 81 anni.

## Opere
- (EN) Queen Sālote of Tonga: The Story of an Era 1900-1965, Auckland, Auckland University Press, 1999, ISBN 978-0-8248-2529-4.
- (EN) The Songs and Poems of Queen Salote, 2004.
- (EN) Tonga and the Tongans: Heritage and Identity, Alphington, Victoria, Tonga Research Association, 2007, ISBN 978-0-646-47466-3.